# Zsigmond Barna Pál
Zsigmond Barna Pál (Marosvásárhely, 1972 – ) magyar jogász, politikus.

## Családja
Édesanyja vegyész, édesapja gépészmérnök. Házas, feleségével 5 közös fiúgyermeke van, családjával Újpesten él.

## Életrajz

### Tanulmányai
1990-ben érettségizett a Bolyai Farkas Líceumban matematika-fizika szakon. 1996-ban végezte el az Eötvös Loránd Tudományegyetem Állam- és Jogtudományi Karának jogász szakát.
Angolul és románul felsőfokon, franciául társalgási szinten beszél.

### Politikai pályafutás
2001-2002 között az Oktatási Minisztériumban, háttérintézményi igazgatóként, 2002-2003-ban pedig a Határon Túli Magyarok Hivatalának főosztályvezetőjeként dolgozott. 2003 és 2010 között a magánszektorban folytatta pályafutását.
2010 és 2017 között Magyarország csíkszeredai főkonzulátusának vezetőjeként szolgált főkonzulként nagyköveti rangban.
2017 és 2023 között a Kárpát-medencei külképviseletek tevékenységének összehangolásáért, illetve a határon túli magyar közösségek hatékony támogatásáért felelt a Külgazdasági és Külügyminisztérium miniszteri biztosaként.
2018 óta országgyűlési képviselő, és a törvényhozás tagjaként is aktív szereplője volt a külpolitikai folyamatoknak. Az Európa Tanács Parlamenti Közgyűlésének magyar delegációvezető-helyettese, a Jogi Bizottság tagja, valamint a NATO Parlamenti Közgyűlés magyar delegációvezetője, és az Országgyűlés Külügyi Bizottságának alelnöke volt.
2023 óta az Európai Uniós Ügyek Minisztériumának parlamenti államtitkára, miniszterhelyettes.

### Egyéb
2017-2018 között Újpest alpolgármestereként dolgozott.
Az Újpesti Jégkorong Akadémia társadalmi igazgatója.

### Közösségi felületek
- Zsigmond Barna Pál a Facebookon.
- ZSBP Podcast a Youtubon.
- ZSBP a TikTokon.
- Zsigmond Barna Pál az Instagramon.
- Zsigmond Barna Pál a Twitteren.